# Телеграфистка из Лоундэйла
«Телеграфистка из Лоундэйла» (англ. The Lonedale Operator, 1911) — американский короткометражный художественный фильм Дэвида Гриффита.

## Сюжет
На телеграфистку маленькой уединенной железнодорожной станции в Лоундэйле нападают бандиты. Она сообщает об этом при помощи азбуки Морзе своему жениху, машинисту паровоза, который спасает её «в последнюю минуту».

## Художественные особенности
В павильонных сценах Гриффит пользуется тремя планами: средний план, «американский» план и первый план. Последний вводится для того, чтобы показать какую-нибудь существенную деталь, например аппарат Морзе и «английский ключ».

## В ролях
- Вернер Кларгес
- Ги Хедлунд
- Дженни Макферсон
- Уильям Си Робинсон
- Эдвард Диллон
- Фрэнсис Грандон
- Джозеф Грейбилл — Бродяга
- Делл Хендерсон — Бродяга
- Уилфред Лукас — Пожарный
- Кристи Миллер
- Джордж Николс
- Чарльз Уэст
- Свит Бланш